# Idiote je t'aime
Idiote je t'aime è un album discografico del cantante francese Charles Aznavour, pubblicato nel 1972 dalla Barclay.

## Tracce

### Lato A
1. Idiote je t'aime
2. À ma femme
3. Ton nom
4. Les plaisirs démodés

### Lato B
1. Comme ils disent
2. L'indifférence
3. Je t'aime
4. On se réveillera
5. Me voilà seul